# Анчар (стихотворение)
«Анча́р» — стихотворение, написанное Александром Пушкиным в 1828 году.

## История создания
Возвратившись из ссылки, Пушкин понял, что его мечтам о свободном творчестве не сбыться, его произведения подвергаются цензуре.
В 1828 году против Пушкина возбудили дело по обвинению в написании противоправительственного произведения «Андрей Шенье» и безбожной поэмы «Гавриилиада»: эти обстоятельства личной жизни и послужили поводом для создания аллегорического стихотворения «Анчар».
В основе сюжета Пушкин использовал полулегендарные рассказы о существовании на острове Ява ядовитого дерева Анчар: путешественники рассказывали, что это дерево отравляет окрестный воздух, и сок его смертелен. Вожди местных племён посылали приговорённых к смертной казни собирать ядовитую смолу анчара, которую использовали для отравления стрел.
Поэт использовал эти рассказы о ядовитом дереве, чтобы создать образ деспота, несущего смерть и уничтожение всему живому. Это стихотворение было использовано А. С. Аренским для создания одноимённого музыкального произведения для смешанного хора.
Размер стихотворения — четырёхстопный ямб.

## Сравнение с коммунизмом
Философ Иван Ильин, сторонник Белого движения и антикоммунист, использовал метафору Пушкина для краткой характеристики трагедии царской России:

<…> развернулось всероссийское бесчестие, предсказанное Достоевским, и оскудение духа; а на этом духовном оскудении, на этом бесчестии и разложении вырос государственный Анчар большевизма, пророчески предвиденный Пушкиным, — больное и противоестественное древо зла, рассылающее по ветру свой яд всему миру на гибель.